# Eblanainae
Eblanainae es una subfamilia de foraminíferos bentónicos de la Familia Globoendothyridae, de la Superfamilia Tournayelloidea, del Suborden Fusulinina y del Orden Fusulinida. Su rango cronoestratigráfico abarca desde el Fammeniense superior (Devónico superior) hasta el Viseense inferior (Carbonífero inferior).

## Discusión
Clasificaciones más recientes incluyen Eblanainae en el Suborden Tournayellina, del Orden Tournayellida, de la Subclase Fusulinana y de la Clase Fusulinata.

## Clasificación
Eblanainae incluye al siguiente género:
- Eblanaia †, también incluido en la Subfamilia Chernyshinellinae